# Giłwa (rzeka)
Giłwa (Giława, Giławka) – rzeka, lewostronny dopływ Pasłęki o długości 19,76 km i prędkości na odcinku od jez. Giłwa 0,3 m/s. Przepływa przez Pojezierze Olsztyńskie (przez jezioro Wulpińskie i jezioro Giłwa) w województwie warmińsko-mazurskim. Źródła znajdują się około 500 m na wschód od Zofijówki na wysokości 130 m n.p.m.
Nazwa Giłwa zastąpiła dawną niemiecką Gilbing.